# Miss Europe 1938

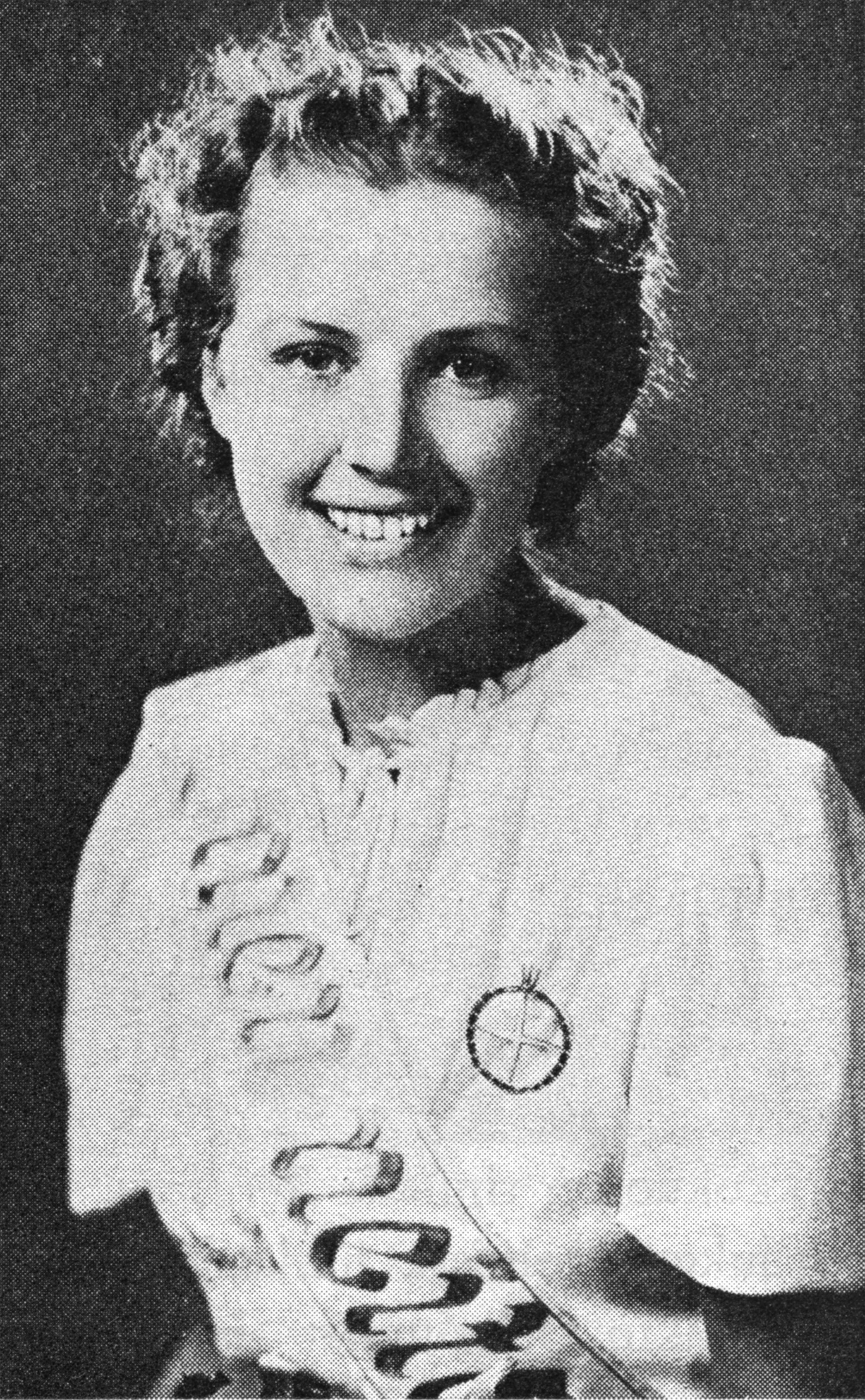
Sirkka Salonen, Miss Finnland und Miss Europe 1938

Der Wettbewerb um die Miss Europe 1938 war der zehnte und letzte, den das Comité pour l’election de Miss Europe durchführte. Dies war im Jahre 1928 durch den französischen Journalisten Maurice de Waleffe (1874–1946) ins Leben gerufen worden und organisierte den Wettbewerb kontinuierlich bis 1938. Waleffe hatte zuvor schon den Wettbewerb um die Miss France begründet.
Die Kandidatinnen waren in ihren Herkunftsländern unter Beteiligung großer Zeitungen oder illustrierter Zeitschriften ausgewählt worden.
Die Veranstaltung fand am 10. September 1938 in Kopenhagen statt und war die letzte vor dem Zweiten Weltkrieg. Es gab 12 Bewerberinnen. Platzierungen der Teilnehmerinnen sind bis auf die Siegerin nicht bekannt geworden.
| Land         | Schreibweise bei Pageantopolis | Weitere, zeitgenössische, Schreibweisen | Schreibweise in der Heimatsprache |
| ------------ | ------------------------------ | --------------------------------------- | --------------------------------- |
| 1. Finnland  | Sirkka Salonen                 |                                         | Sirkka Salonen                    |
| Belgien      | Mary Van Leda                  |                                         | Mary van Leda                     |
| England      | Doris Williams                 |                                         | Doris Williams                    |
| Frankreich   | Annie Carriques                |                                         | Annie Garrigues                   |
| Griechenland | Luisa Papadiamantakis          |                                         | Λουίζα Παπαδιαμαντάκη             |
| Jugoslawien  | Olga Dinjaski                  | Olga Dinjashi                           |                                   |
| Norwegen     | Else Hammer                    |                                         |                                   |
| Russland A   | Yevgeniya Dashkevich           | Genia Dachkevitch                       | Евгения Дашкевич                  |
| Schweden     | Doris Lundh                    |                                         |                                   |
| Schweiz      | Maita Brun                     |                                         |                                   |
| Spanien B    | Isa Reyes                      |                                         |                                   |
| Ungarn       | Anny Zalay                     | Anna Zalain                             |                                   |